# إميل مروة
إميل مروة (بالنرويجية البوكمول: Emil Marwa)‏ هو ممثل نرويجي، ولد في 1974.

## وصلات خارجية
- إميل مروة على موقع IMDb (الإنجليزية)
- إميل مروة على موقع ألو سيني (الفرنسية)
- إميل مروة على موقع أول موفي (الإنجليزية)
- إميل مروة على موقع قاعدة بيانات الأفلام السويدية (السويدية)
- إميل مروة على موقع قاعدة بيانات الفيلم (الإنجليزية)
- إميل مروة على موقع كينوبويسك (الروسية)